# Łysica (Równina Gryficka)
Łysica – wzniesienie na Równinie Gryfickiej o wysokości 76,5 m n.p.m., położone w woj. zachodniopomorskim, w powiecie kołobrzeskim, w gminie Gościno. 
Ok. 0,5 km na zachód od wzniesienia znajduje się jezioro Kamienica. 
Zalesiony teren wzniesienia w kierunku Kamienicy został objęty specjalnym obszarem ochrony siedlisk Kemy Rymańskie.
Nazwę Łysica wprowadzono urzędowo rozporządzeniem w 1949 roku, zastępując poprzednią niemiecką nazwę Bismarck Berg.